# Villargiroud
Villargiroud är en ort i kommunen Villorsonnens i kantonen Fribourg, Schweiz. Villargiroud var tidigare en egen kommun, men den 1 januari 2001 bildade Villargiroud och tre andra kommuner kommunen  Villorsonnens.